# Petrîkiv, raionul Ternopil, regiunea Ternopil
Petrîkiv (în ucraineană Петриків) este o comună în raionul Ternopil, regiunea Ternopil, Ucraina, formată numai din satul de reședință.

## Demografie
Componența lingvistică a comunei Petrîkiv
     Ucraineană (98,99%)
     Alte limbi (0,91%)
Conform recensământului din 2001, majoritatea populației comunei Petrîkiv era vorbitoare de ucraineană (98,99%), existând în minoritate și vorbitori de alte limbi.